# Michail Kulakov
Mikhail Alekseevič Kulakov (in russo Михаил Алексеевич Кулаков?; Mosca, 8 gennaio 1933 – Terni, 15 febbraio 2015) è stato un pittore astrattista russo.

## Biografia
Nato a Mosca l'8 gennaio 1933 Koulakov si è diplomato in stage design all'Istituto teatrale di Leningrado sotto la direzione del pittore Nikolai Akimov. Ha lavorato come grafico per la casa editrice Lenizdat creando illustrazioni per le opere dei poeti V. Sosnora, G. Gorbovsky, S. Davydov e per i racconti del romanziere Alexander Grin. Ha lavorato per i teatri di Volchov, Leningrado e Mosca. Nel 1967 ha disegnato il set per l'opera teatrale Il bagno di Vladimir Mayakovsky. Dal 1976 Koulakov ha vissuto in Italia (Umbria). Nel 1993 è stato eletto accademico senior dell'Accademia di Belle Arti Pietro Vannucci di Perugia.

## Arte
Koulakov è un rappresentante dell'avanguardia sovietica negli anni '60 ed uno dei fondatori del "secondo astrattismo" in Russia. Le sue opere sono state esposte in spazi alternativi al prevalente realismo socialista.

## Arti marziali
Mikhail Koulakov è stato maestro di arti marziali (Tai-chi-chuan).